# 지북

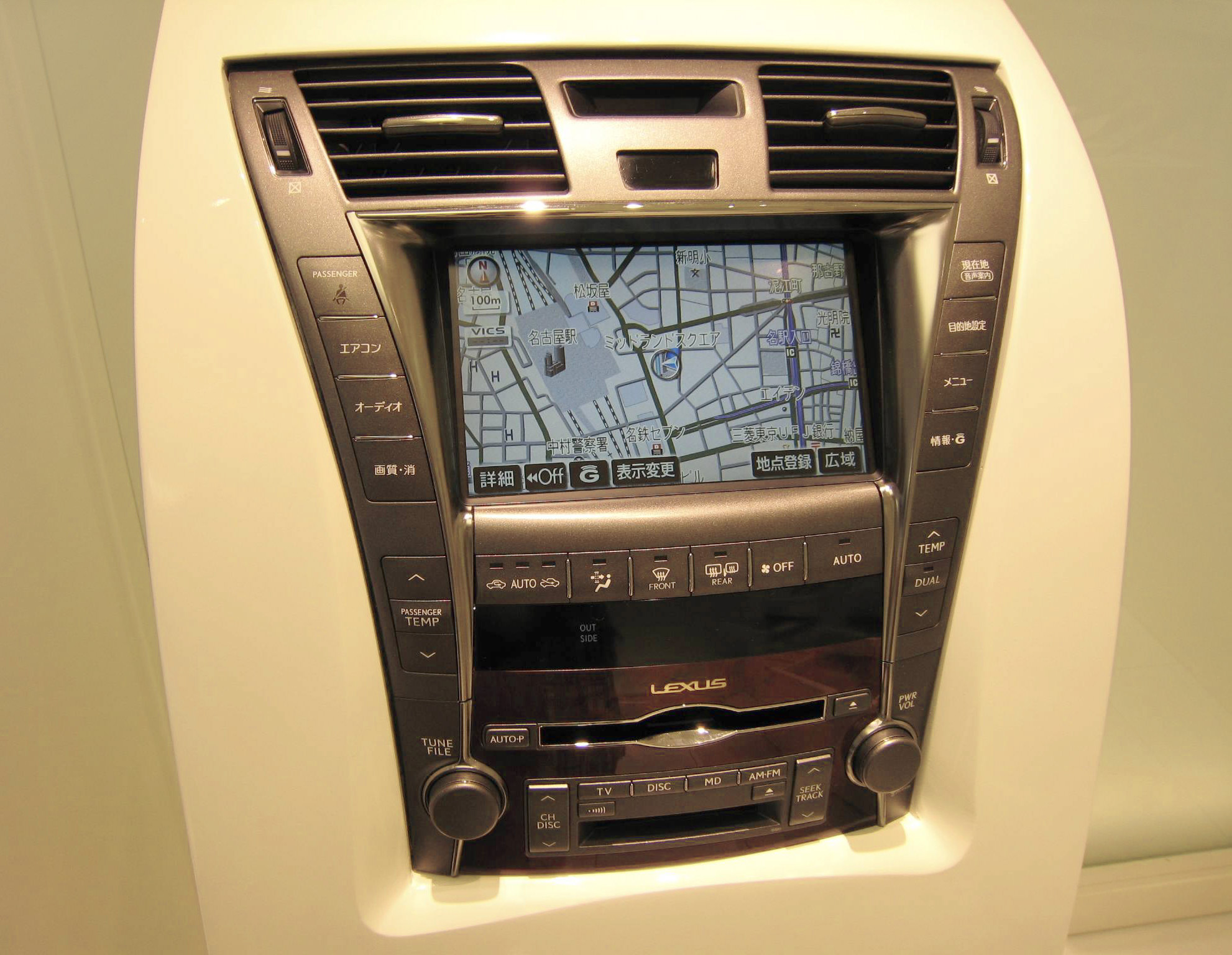
지북/지링크(G-Link)가 포함된 렉서스 내비게이션 시스템. 터치스크린의 G 아이콘 버튼을 참고

지북(G-Book)은 일본의 토요타 자동차가 토요타 및 렉서스 브랜드 차량에 제공한 텔레매틱스 구독 서비스이다. 지북은 사용자가 휴대폰(예: 도시바 T003 휴대폰)과 연결할 수 있도록 허용했다. 개인용 휴대 단말기(PDA), 개인용 컴퓨터(PC), 지북이 장착된 일본 전역의 자동차. 도요타의 멤버십 기반 정보서비스 및 멤버십 시스템의 구 GAZOO 인프라(Toyota Media Service Corporation으로 개칭)를 기반으로 하며, 차량에 장착된 터치스크린 무선통신 단말기를 통해 대화형 정보서비스를 제공한다. 또한 디지털 매핑 정보를 업데이트하고 다양한 국제 기업에서 사용하는 토요타 맵마스터(Toyota Mapmaster Inc.)의 정보도 통합되어 있다.
구독 서비스는 최신 정보로 업데이트해야 하는 CD 또는 DVD 설치 지도를 사용하는 차량 내비게이션 시스템을 정기적으로 업데이트해야 하는 필요성을 대체한다. 지도는 휴대폰과 관련된 데이터 다운로드 계획과 함께 운전자 휴대폰을 통해 설정된 인터넷 연결을 통해 전송된다.
지북 애플리케이션은 일부 모바일 기기에 설치될 수 있어 해당 기술이 설치된 차량을 구매하지 않고도 기술을 제공할 수 있다.
렉서스 부문의 추가 기능을 갖춘 독점 서비스인 G-Link는 2006년형부터 일본 시장 렉서스 모델에 데뷔했다. Toyota는 모든 일본 국내 시장 Toyota, Daihatsu 및 렉서스 차량에서 지북 장치를 옵션 장비로 제공했다. 2007년식 모델. "Response.jp"에 게시된 기사에 따르면 2009년 7월 15일 기사에서는 Toyota가 중국 베이징에서 판매할 특별히 식별된 토요타 캠리에 지북을 도입했다고 밝혔다. 2009년 11월부터 지북이 탑재된 캠리는 상하이에서도 판매된다. 지북은 2009년 중국의 렉서스 모델에도 도입되었다.
일본과 최근 중동 국가(바레인, 요르단, 쿠웨이트, 레바논, 오만, 카타르 및 UAE)에서 지북 아키텍처를 사용하는 구독 텔레매틱스 서비스인 애플의 앱스토어 및 구글 플레이를 통해 T-Connect를 다운로드할 수 있다.
지북 서비스는 2022년 3월 31일에 중단되었다.

## 같이 보기
- 블루투스